# Stazione di Crouch Hill
La stazione di Crouch Hill è una stazione ferroviaria della linea Gospel Oak-Barking situata nel quartiere di Stroud Green, facente parte del borgo londinese di Islington.

## Storia
La stazione fu aperta il 21 luglio 1868 sulla Tottenham and Hampstead Junction Railway, da Tottenham Hale alla stazione di Highgate Road (chiusa nel 1915). Crouch Hill chiuse temporaneamente tra il 31 gennaio 1870 e il 1º ottobre 1870.
A partire dal 1870, con il prolungamento della T&HJR verso Kentish Town iniziò un servizio passeggeri da Moorgate, via Kentish Town, fino a Crouch Hill. Il servizio fu esteso fino alla stazione di South Tottenham nel 1872.
Le tettoie in ferro battuto (simili a quelle alla stazione di Upper Holloway) che coprivano le piattaforme furono demolite negli anni sessanta. La vecchia biglietteria e l'edificio della stazione sono rimaste, anche se non sono più utilizzate.
Crouch Hill è passata sotto il controllo della London Overground, insieme al resto della ferrovia Gospel Oak-Barking, nel novembre 2007.
La stazione è rimasta chiusa per i lavori di elettrificazione della linea dal 24 settembre 2016 al 27 febbraio 2017. È stato fornito un servizio temporaneo di autobus sostitutivi per la durata dei lavori.

## Strutture e impianti
La stazione ha due piattaforme, una per ciascuna direzione; la 1 per i treni in direzione ovest verso Gospel Oak e la 2 per i treni in direzione est verso Barking. La stazione non ha una biglietteria, ma solo macchine emettitrici automatiche. Ci sono tettoie in mattoni su ciascuna piattaforma. La stazione dispone di personale in servizio durante le ore di funzionamento. Le piattaforme sono raggiungibili solo per mezzo di scale e non sono accessibili a passeggeri con disabilità. Non ci sono al momento progetti per dotare la stazione di ascensori.
È situata nella Travelcard Zone 3.

## Movimento
La stazione è servita dalla linea Suffragette della London Overground, erogate da Arriva Rail London per conto di Transport for London.

## Interscambi
La stazione è servita da alcune linee automobilistiche di superficie, gestite da London Buses.
La stazione non ha interscambi diretti con la metropolitana ma si trova a circa 1,1 km di distanza a piedi dalla stazione di Finsbury Park sulla linea Piccadilly e a 1,6 km di distanza a piedi dalla stazione di Archway sulla linea Northern.

## Galleria d'immagini

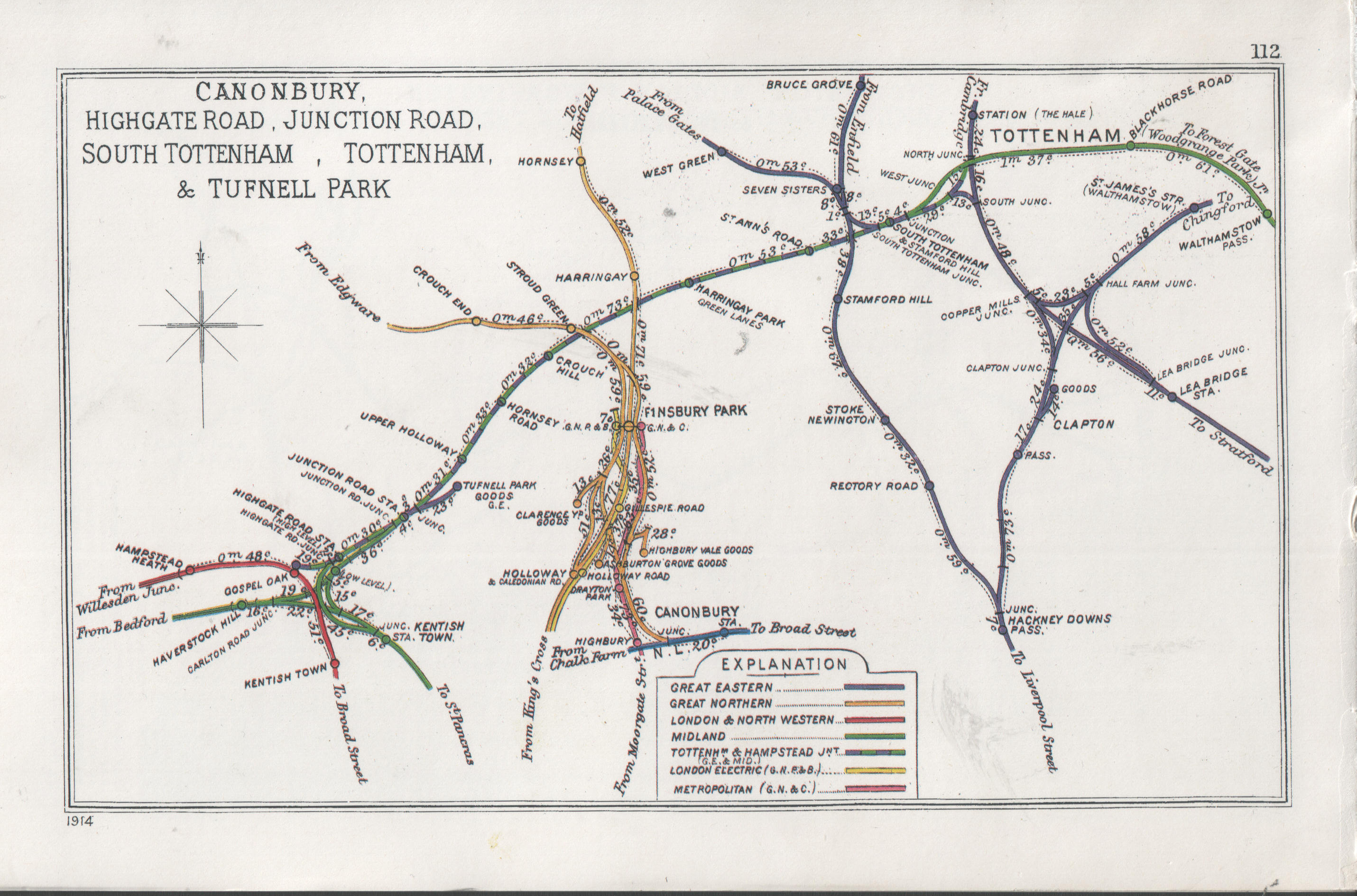
Mappa del 1914 che mostra il percorso della "Tottenhm & Hampstead Jnt. (G.E. and Mid.)"
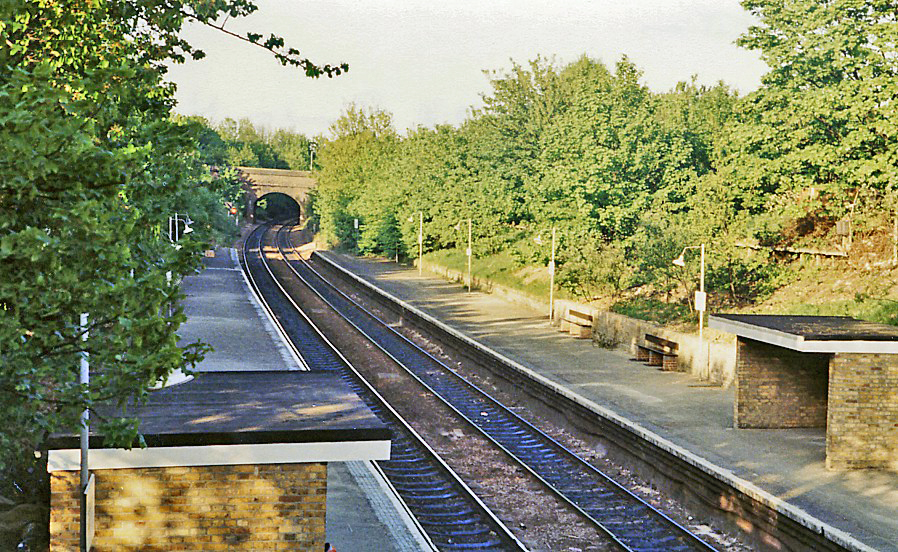
La stazione di Crouch Hill nel 1984
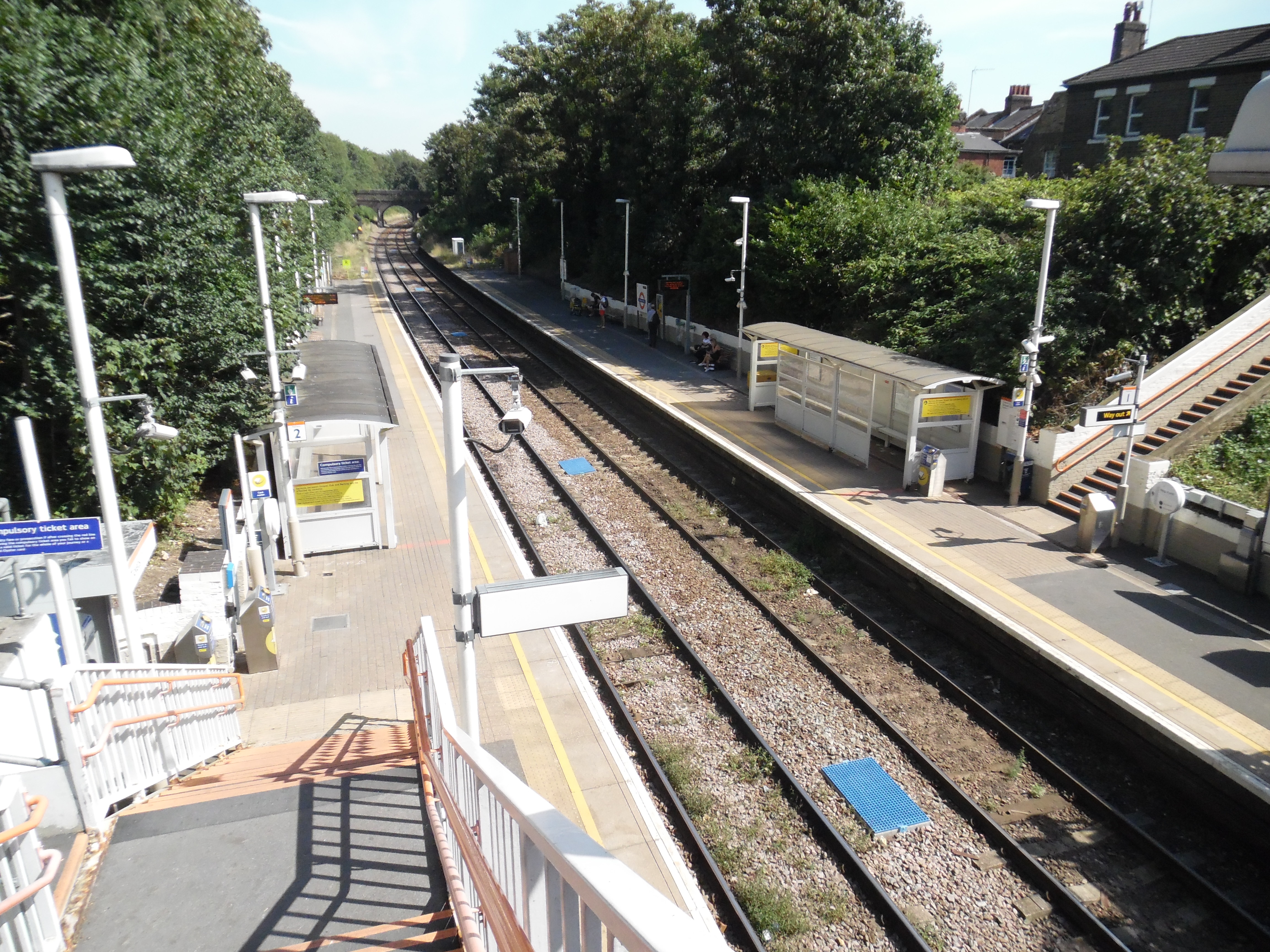
Vista della stazione dall'alto
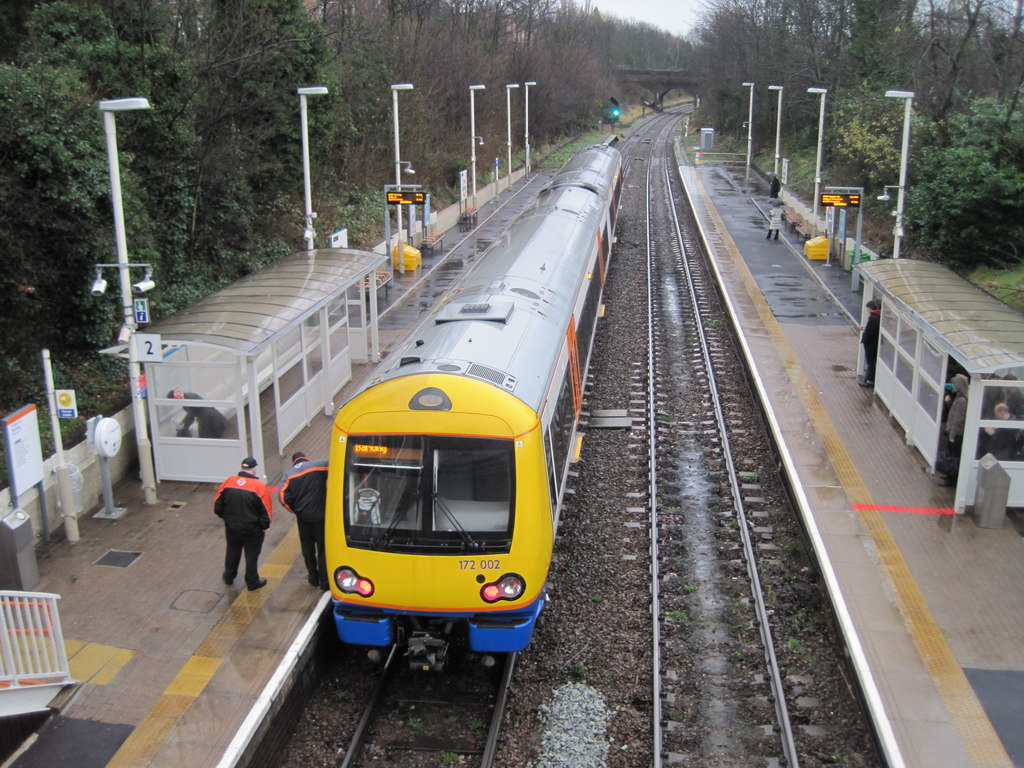
Treno della London Overground nella stazione di Crouch Hill